# Raï (film, 1995)
Pour les articles homonymes, voir Raï (homonymie).
Pour plus de détails, voir Fiche technique et Distribution.
Raï est une comédie dramatique française réalisée par Thomas Gilou et sortie en 1995.

## Synopsis
Djamel (Mustapha Benstiti) essaie d'échapper à l'engrenage de la drogue et de la délinquance qui broie tous ses amis dans la cité de banlieue où il vit. Il travaille à la piscine de la commune et veut fonder une famille avec Sahlia (Tabatha Cash), la sœur de son ami Mezz (Micky El Mazroui), qui veut rompre toute attache avec sa culture d'origine.

## Fiche technique
- Réalisation : Thomas Gilou
- Scénario : Cyril Collard, Djamila Djabri, Thomas Gilou, Messaoud Hattau et Sonia Kronlund
- Musique originale : Manu Layotte (sous le nom de Bellek)
- Décors : Ricard Cahours de Virgile
- Photographie : Jean-Jacques Bouhon
- Société de production : M6 Films
- Pays de production :  France
- Format : couleurs
- Genre : comédie dramatique
- Durée : 88 minutes
- Date de sortie :
  - France : 28 juin 1995

## Distribution
- Mustapha Benstiti : Djamel
- Tabatha Cash : Sahlia
- Samy Naceri : Nordine
- Tara Römer : Laurent
- Faisal Attia : Aziz
- Micky El Mazroui : Messaoud, alias Mezz
- Manu Layotte : Poisson
- Olivier Loustau
- Léa Drucker
- Édouard Baer : un ami de Sahlia
- Martial Odone : un boxeur
- Jo Prestia
- Messaoud Hattou : un homme de main de l'amant de Sahlia

## Production
Le tournage a lieu en grande partie dans le quartier HLM de la Muette à Garges-lès-Gonesse. Le centre commercial saccagé à la fin du film est celui de la Muette à Garges-lès-Gonesse également.

## Bande originale
La musique du film est composée par Manu Layotte (sous le nom de Bellek). L'album contient également certaines chansons présentes dans le film.
| 1.  | La Monnaie                  | Nèg' Marrons            | 3:56 |
| 2.  | Hittist                     | Bellek                  | 3:40 |
| 3.  | One,Two,Free                | Jimmy Oihid             | 4:20 |
| 4.  | Ya Rayah                    | Rachid Taha             | 5:52 |
| 5.  | Mama (Dance Mix)            | Cheb Mami               | 4:57 |
| 6.  | Lookee Here                 | Transglobal Underground | 6:42 |
| 7.  | Thème Indien                | Bellek                  | 1:51 |
| 8.  | Sweet Revenge               | Shaï no Shaï            | 5:58 |
| 9.  | Litza, Tah Raï              | Bellek                  | 3:31 |
| 10. | Aps De Blempro              | Bellek                  | 4:25 |
| 11. | Mauvais garçons             | Ideal J                 | 5:03 |
| 12. | Autour du no 16             | Bellek                  | 3:00 |
| 13. | Sidi Mansour                | Cheikha Remitti         | 4:28 |
| 14. | El Mout                     | Bellek                  | 2:38 |
| 15. | Omri                        | Bellek                  | 1:39 |
| 16. | The House of the Rising Sun | Gregory Isaacs          | 4:06 |
| 17. | Ce soir, on est down        | Ideal J                 | 5:11 |
| 18. | Funky Gangster              | Bellek                  | 4:11 |
| 19. | Soul Fusion                 | Bellek feat. Khaled     | 4:05 |

## Sortie et accueil

### Critiques
Les Inrockuptibles du 28 juin 1995 (p. 37) - « A priori, Raï ne dispose pas des atouts séducteurs de ses prédécesseurs [...] banlieue ou pas banlieue, Raï s'inscrit dans la logique des films de Thomas Gilou, cinéaste dépourvu de prétentions, si ce n'est celle de communiquer avec son public par les émotions les plus simples et les moins faisandées [...] une vision à hauteur d'homme, une veine comique qui essaye d'éviter aussi bien le cynisme supérieur que la complaisance grasse. » - Serge Kaganski
- Le Nouvel Observateur du 29 juin 1995 - « La Haine sans la grâce... Moins malin que Black Mic-Mac, Raï s'enferre un peu dans les clichés suburbains. Tabatha Cash, avec son charisme siliconé, n'est pas crédible dans ce rôle de beurette. Saluons en revanche l'excellente composition de Samy Naceri... »[3]

## Distinctions
- Léopard d'or et le prix spécial à Samy Naceri au Festival de Locarno.
- Mention Spéciale à Samy Naceri au Festival du Film de Paris.